# ケンタッキー・エレクトリカル・ランプ・カンパニー

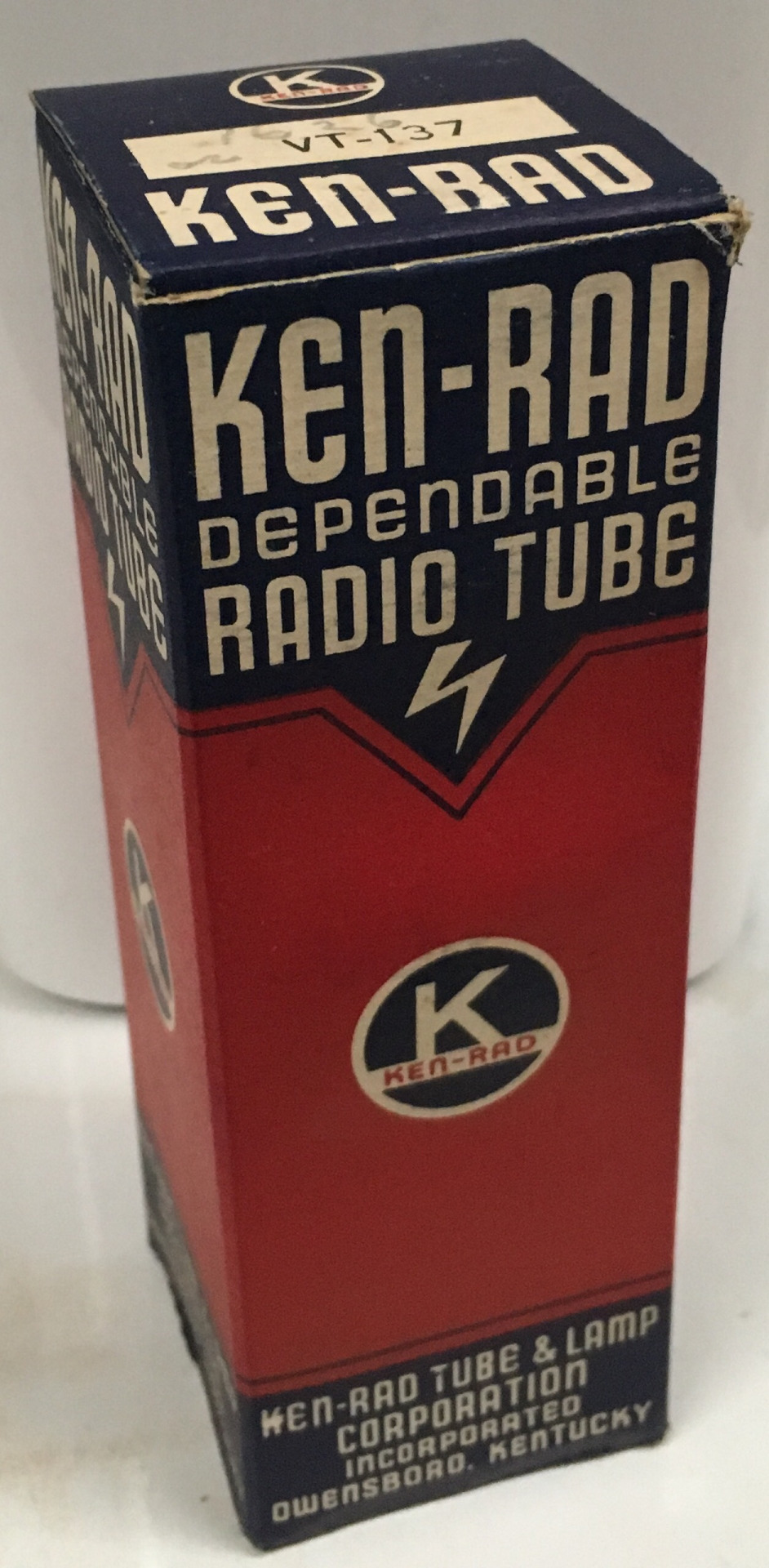
Ken-Rad ブランドの真空管

ケンタッキー・エレクトリカル・ランプ・カンパニー（Kentucky Electrical Lamp Company）はケンタッキー州オーエンズボロに本社を置く白熱電球の開発・製造の先駆的会社である。

## 歴史

### 電球製造から真空管製造へ
1899年に設立され、ケンタッキー州オーエンズボロのLewis Street 817 （後に1980年代にJ. R. Miller Blvdに改称）で操業を開始した。1918年にロイ・バーリューに売却されたが、その際に同じ建物で操業するケンタッキー・ラジオ・コーポレーション（Kentucky Radio Corporation、後にKen-Radとして知られるようになる）を設立した。バーリューは、ランプ工場の成長とともに会社を大きく成長させ、1922年にはラジオ用の真空管の製造に進出した。会社を買収してから7年以内に、ケンタッキー州ボーリンググリーン、インディアナ州テルシティとハンティングバーグに工場を持つまでに拡大した。 

### ナイター照明用電球を提供
この製造会社は、夜間に行われた最初のメジャーリーグベースボールの試合に電球を提供した。この試合は1935年5月24日、シンシナティのクロスリー・フィールドでシンシナティ・レッズとフィラデルフィア・フィリーズの間で行われた。1943年、バーリューは1918年に55,000ドルで買収したランプ部門をウェスティングハウスに売却し、同社株35,000株（1,600,000ドル相当）と引き換えた。
Ken-Radは第二次世界大戦中、いくつかの政府・国防省との契約を獲得した。1944年にストライキの危機にさらされると、ルーズベルト大統領の命令で陸軍省に接収された。1945年、バーリューは会社の残りの部分、真空管製造部門をゼネラル・エレクトリック（GE）に売却し、ここはGEの主要真空管製造工場となった。1987年、GEはMPD社という会社を設立した投資家のグループに同社を売却した。
1921年から2006年まで、この建物はスミス・マシン・アンド・サプライ社の社屋として使用されていた。建物は2007年に取り壊され、敷地はオーエンズボロの都市公園として再利用された。